# Södertörn University College
A Escola Superior de Södertörn (SH; em sueco:  Södertörns högskola; em inglês:  Södertörn University;  PRONÚNCIA DE SÖDERTÖRN) é uma escola superior pública, localizada em Flemingsberg, no município de Huddinge, pertencente ao condado de Estocolmo na Suécia
, fundada em 1996.
Tinha 13 578 estudantes (2023), frequentando 77 programas de estudos, incluindo 90 doutorandos e contava com 821 funcionários, dos quais 72 professores catedráticos.  

A escola tem o seu campus em Flemingsberg, uma paróquia da diocese de Estocolmo, localizada no município de Huddinge, a 19 minutos do centro de Estocolmo.

Possui o nome de "Södertörn University" em inglês, embora, não lhe tenha sido concedido o estatuto de universidade pelo governo sueco.

## História
O Colégio Universitário foi criado em 1996 pelo Parlamento da Suécia, por que o número de alunos na região de Estocolmo, em especial na Universidade de Estocolmo, foi considerado muito alto.

## Estatuto
A Södertörns högskola  é uma högskola (escola de ensino superior), e não uma universidade. Quando a instituição foi fundada, a intenção era desenvolver a högskola  (escola superior) de forma a ser uma universidade completa posteriormente. Por conseguinte, a Södertörns högskola solicitou o estatuto de universidade, com o direito de conceder graus de doutorado em 2002, e de forma atualizada novamente em 2006, juntamente com uma avaliação independente em seu favor.  Em 2004, também foi aplicada a uma universidade colegiada, juntamente com Instituto Karolinska e do Instituto Real de Tecnologia, que não foi decidida ainda. Em março de 2009, o governo sueco, que é responsável por todas as instituições públicas de ensino, emitiu uma declaração dizendo que não iria levantar qualquer faculdades mais à condição de universidade no futuro, e que iria recusar todas as outras aplicações  assim cimentar o estatuto da faculdade para högskola Södertörn.
Apesar da decisão do governo, os oito municípios de Södertörn enviaram outro pedido ao governo sueco para que o colégio universitário fosse elevado ao nível universitário completo.  Contrariamente ao seu status legal na Suécia, Södertörns högskola  continua a chamar-se como "universidade" nas suas publicações em inglês. Além disso, o seu principal campus em Huddinge é nomeado "Universitetsområdet" (área da universidade) em sinalizações públicas.

## BEEGS
A Universidade Södertörn acolhe a BEEGS - a "Escola de Graduação do Mar Báltico e do Leste Europeu", um projeto concebido como uma forma de mais estudos sobre a região do Báltico e da Europa Oriental em cooperação com a Universidade de Estocolmo. Alunos de doutoramento que se aplicam são aceitos e são acomodados e recebem um salário integral para concluir suas teses. O projeto é financiado pela Fundação para o Sueco Báltico e do Leste Europeu Studies (Östersjöstiftelsen).  Södertörn não possui o direito de atribuir doutoramentos em si, e, por isso, assinou um convênio com a Universidade de Estocolmo para que os seus alunos de doutoramento possam receber o seu diploma após a conclusão do programa em Södertörn da Universidade de Estocolmo.

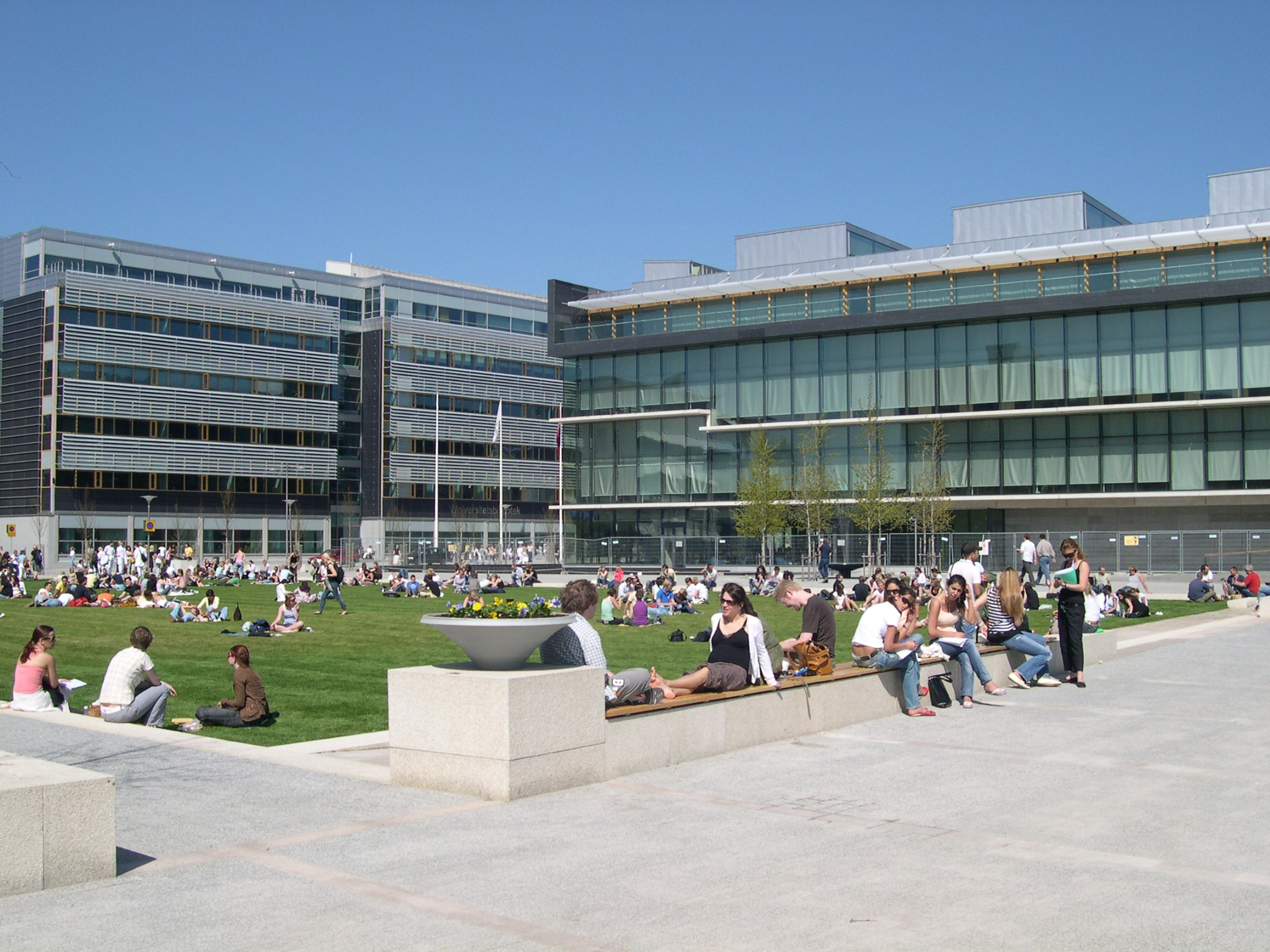
Södertörn University Library

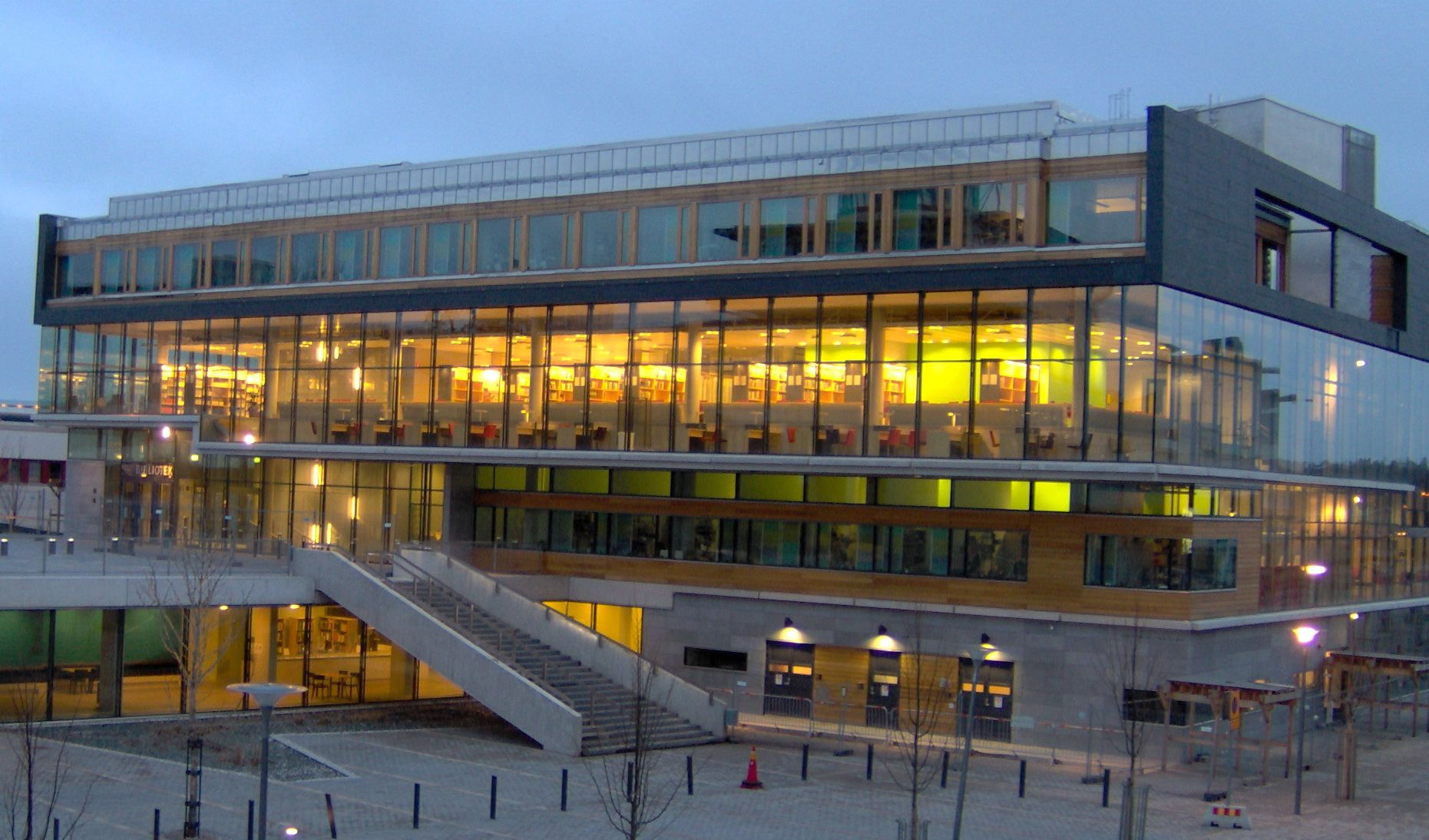
Södertörn University Library

## Södertörn University Library
A Biblioteca da Escola Superior de Södertörn (Södertörns högskolebibliotek) está alojada em Flemmingsberg, num edifício que abriu em 2004. Além de servir a própria instituição, serve ainda a Escola Superior da Cruz Vermelha e o Instituto de Pedagogia Musical de Estocolmo. 

## Personalidades de destaque
- Ebba Witt-Brattström - Professora de Literatura
- Sara Danius - Professora de Estética, membra da Academia Sueca